# Apamea superba
Apamea superba är en fjärilsart som beskrevs av Turati 1926. Apamea superba ingår i släktet Apamea och familjen nattflyn. Inga underarter finns listade i Catalogue of Life.